# 藤原製作所前駅
藤原製作所前駅（ふじわらせいさくしょまええき）は、かつて兵庫県加古川市野口町長砂にあった別府鉄道野口線の駅（廃駅）である。別府鉄道廃線に伴い1984年（昭和59年）2月1日に廃止された。

## 歴史
- 1966年（昭和41年）9月1日：野口線の駅として開業。
- 1984年（昭和59年）2月1日：廃止。

## 駅構造
島式ホーム1面1線を有する地上駅であった。

## 駅周辺
- テイエルブイ（旧・藤原製作所） - 1972年に藤原製作所からテイエルブイに社名変更しているが、駅名は廃止時まで変更されなかった。
- ニシカワ食品
- 加古川市公設地方卸売市場

## 廃止後の現状
線路跡は、加古川市の遊歩道『松風こみち』として整備されている。駅跡は休憩所となっており、ベンチが備えられている。

## 隣の駅
別府鉄道
野口線
野口駅 - 藤原製作所前駅 - 円長寺駅